# كانديس ميشيل
كانديس ميشيل بيكمان-إهرليتش (بالإنجليزية: Candice Michelle Beckman-Ehrlich)‏ (ولدت في 30 سبتمبر 1978) مشهورة باسم كانديس ميشيل أو كانديس فقط، هي عارضة أمريكية، ممثلة، ومُصارعة محترفة اشتهرت بعملها مع وورلد ريسلينغ إنترتاينمينت.

## روابط خارجية
- كانديس ميشيل على موقع IMDb (الإنجليزية)
- كانديس ميشيل على موقع إن إن دي بي (الإنجليزية)
- كانديس ميشيل على موقع قاعدة بيانات الفيلم (الإنجليزية)
- كانديس ميشيل على موقع دبليو دبليو إي (الإنجليزية)
- كانديس ميشيل على موقع CageMatch worker (الإنجليزية)
- كانديس ميشيل على موقع قاعدة بيانات المصارعة على الإنترنت (الإنجليزية)
- كانديس ميشيل على موقع عالم المصارعة على الإنترنت (الإنجليزية)